# Mono Puff
Mono Puff est un groupe pop rock créé en 1995 par John Flansburgh, un des membres fondateurs de They Might Be Giants. Le projet est en suspens depuis le déménagement de Hal Cragin, en 2004.

## Membres

### Permanents
- John Flansburgh: chant, guitare, clavier, piano, sampler
- Hal Cragin: basse, guitare, clavier, sampler
- Steve Calhoon: batterie

### Intermittents
- Elina Löwensohn: chant
- Robin "Sister Puff" Goldwasser: chant
- Kate "Lady Puff" Flannery: chant
- Barry Carl: chant
- Jay Sherman-Godfrey: chant, guitare
- Mike Viola: chant, guitare
- Dan Miller: guitare
- Eric Schermerhorn: guitare
- Joe McGinty: piano
- Ammonia D: sampler
- Danny Weinkauf: basse
- Rob Cournoyer: batterie
- Mark Feldman: violon
- Frank London: trompette
- Jim O'Connor: trompette

## Discographie

### Albums "Long Player"
- Unsupervised (1996)
- It's fun to steal (1998)

### Albums "Economic Player"
- John Flansburgh's Mono Puff (1995)
- The Hal Cragin years (1996)
- The Steve Calhoon years (1996)
- The Devil went down to Newport (1998)